# McLean Island, Saskatchewan
McLean Island är en ö i Kanada.   Den ligger i provinsen Saskatchewan, i den centrala delen av landet, 2 600 km väster om huvudstaden Ottawa.
Trakten runt McLean Island består i huvudsak av gräsmarker. Trakten runt McLean Island är nära nog obefolkad, med mindre än två invånare per kvadratkilometer.